# The Gift (The Jam)
The Gift is het zesde en laatste studioalbum van de Britse band The Jam. Het werd 12 maart 1982 uitgebracht op Polydor als opvolger van het succesalbum Sound Affects uit 1980. De opnamen duurden van oktober 1981 tot februari 1982. De drie bandleden, zanger/gitarist Paul Weller, bassist/zanger Bruce Foxton en drummer Rick Buckler produceerden het album zelf, met hulp van Peter Wilson.

## Achtergrond

### Muziek
The Jam maakte oorspronkelijk rockmuziek beïnvloed door The Who enerzijds en punk/new wave anderzijds, maar in 1981 kwam de 23-jarige Weller weer in aanraking met de soulplaten uit zijn jeugd en besloot hij deze richting op te gaan met de band. Funky basloopjes en wah-wah-gitaren zijn veelvuldig aanwezig, maar ook jazzy blaaspartijen zoals in Precious, de dubbele A-kant van de Motown-achtige single Town Called Malice. Trans-Global Express is gebaseerd op het northern soul-nummer So Is The Sun van World Column. Behalve Afro-Amerikaanse muziek is er ook ruimte voor Caribische invloeden; in The Planners Dream Goes Wrong zijn steeldrums te horen. De gitaarriff van het titelnummer zou geïnspireerd zijn door Don't Burst My Bubble, dat in 1968 voor het eerst werd opgenomen door de Small Faces.

### Ontvangst
The Gift werd lovend ontvangen en kwam bovenaan de Britse hitlijsten, net als de voorafgegane single Town Called Malice waarin Weller de gevolgen bezingt van het beleid van Margaret Thatcher voor het stereotiepe working class-leven. Ook buiten Engeland waren album en single een succes, terwijl The Jam voorheen altijd te Brits werd bevonden; in Nederland werd The Gift een top 10-notering en kwam er exclusief een tweede single uit; Just Who Is The 5 O'Clock Hero? over de harde werkers die de Britse samenleving draaiende houden. In eigen land haalde het de top 10 op importbasis.
Het album werd gepromoot met de Trans Global Express-wereldtournee; de band gaf 60 concerten in drie maanden tijd, bijgestaan door blazers Steve Nichol en Keith Thomas (die ook meespeelden op de studio-opnamen) en toetsenist Jimmy Telford.

### Einde van The Jam
Achter de schermen rommelde het; Wellers soulaspiraties leidden tot spanningen met Foxton en Buckler die liever op de oude voet verder hadden willen gaan. Dat Buckler tijdens de opnamen zei "These aren't drummer's songs" maakte de sfeer er niet makkelijker op; Weller zou deze uitspraak hebben opgevat als onvermogen om nieuwe ritmes uit te proberen. Later vertelde Buckler dat hij juist bedoelde dat het makkelijk te spelen nummers waren. Weller had het gevoel vast te zitten in een keurslijf, en besloot The Jam op het hoogtepunt van hun populariteit op te heffen. Eind 1982 viel het doek na de non-album-singles The Bitterest Pill (I Ever Had to Swallow) en Beat Surrender dat de vierde Britse nr. 1-hit werd. 

### Daarna
Weller ging de rest van de jaren 80 verder met The Style Council waarvoor The Gift in wezen een vingeroefening was. Pas nadat hij een solocarrière begon durfde hij het weer aan om Jamnummers te spelen; Town Called Malice werd daarbij een regelmatige afsluiter. Steve Cradock, gitarist in de band van Weller, nam met Oasis-zanger Liam Gallagher een coverversie op van de albumtrack Carnation. 
Ter gelegenheid van het 30-jarig jubileum werd The Gift in 2012 opnieuw uitgebracht als 2cd deluxe editie.

## Tracklijst
Alle nummers zijn geschreven door Paul Weller tenzij anders vermeld:
1. "Happy Together" – 2:51
2. "Ghosts" – 2:11
3. "Precious" – 4:13
4. "Just Who Is the 5 O'Clock Hero?" – 2:15
5. "Trans-Global Express" – 3:59
6. "Running on the Spot" – 3:06
7. "Circus" (Bruce Foxton) – 2:11
8. "The Planner's Dream Goes Wrong" – 2:19
9. "Carnation" – 3:28
10. "Town Called Malice" – 2:55
11. "The Gift" – 3:08

### 2012 Deluxe Edition bonustracks
Disc 1 extra nummers:
1. "Precious" (12") – 5:54
2. "The Great Depression" – 2:53
3. "The Bitterest Pill (I Ever Had to Swallow)" (12")– 3:33
4. "Pity Poor Alfie" / "Fever" – 4:40

Disc 2: (nummers 7–15 niet eerder uitgegeven)
1. "Beat Surrender" – 3:27
2. "Shopping" – 3:21
3. "Move on up" (Curtis Mayfield) – 3:52
4. "Stoned Out of My Mind" (Eugene Record, Barbara Acklin) – 3:15
5. "War" (Norman Whitfield, Barrett Strong) – 5:10
6. "Pity Poor Alfie" (swingversie) – 4:11
7. "Skirt" (demo) – 2:45
8. "Ghosts" (instrumentale demo) – 2:35
9. "Just Who is the 5 O'Clock Hero?" (demo) – 2:21
10. "The Planner's Dream Goes Wrong" (demo) – 2:18
11. "Carnation" (instrumentale demo) – 1:33
12. "Alfie" (demo 2) – 2:38
13. "We've Only Started" (oude versie) – 2:35
14. "Shopping" (aka Paul's Demo) – 3:22
15. "Solid Bond in Your Heart" (demo) – 3:07